# 李影 (足球运动员)
李影（1993年1月7日—），中华人民共和国足球运动员，中国国家女子足球队成员，现效力于中国女子足球超级联赛的山东女子足球队。她曾参加2014年亚洲运动会和2018年亚洲运动会，其中2014年亚洲运动会止步八强，2018年亚洲运动会获得银牌。
2021年6月22日，她在微博上公開與網紅陳蕾蕾的戀情。這也使她成為中國首位公開出櫃的女運動員。但由於遭到網路霸凌，發布後不久便把貼文刪除。